# Нонгпох
Нонгпох (англ. Nongpoh) — административный центр округа Ри-Бхои, штат Мегхалая, Индия. Расположен в пятидесяти двух километрах от столицы штата.

## География
Из-за близости к равнинам Брахмапутры погода в летние месяцы, как правило, влажная и жаркая, в то время как зимние месяцы достаточно тёплые. Ананасы, бананы, папайя и личи широко выращиваются по всему округу Ри-Бхои. Вдоль дорог, соединяющих Нонгпох с Гувахати, часто встречаются ареки.

## Население
По данным переписи 2001 года, население Нонгпоха составляло 13 165 человек. Доля мужчин варьировалась в пределах 51%, а женщин — 49%. Население младше шести лет составляло около 21%.
По данным переписи 2011 года, общая численность населения Нонгпоха составляла 17 055 человек, из которых 8536 мужчин и 8519 женщин. В городе насчитывалось 3160 домохозяйств.

### Религия
Большинство жителей города исповедуют христианство. Существенно число последователей индуизма, небольшая доля мусульманского населения.